# XXIII Giochi centramericani e caraibici
I XXIII Giochi centramericani e caraibici si sono svolti a Barranquilla, in Colombia, dal 19 luglio al 3 agosto 2018.
Ai Giochi hanno preso parte 5854 atleti provenienti da 37 nazioni, impegnati in 36 diversi sport. Gli eventi sportivi hanno visto coinvolte anche le città di Tubará, Cali, Calima el Darién, Puerto Colombia e Bogotà.

## Nazioni partecipanti

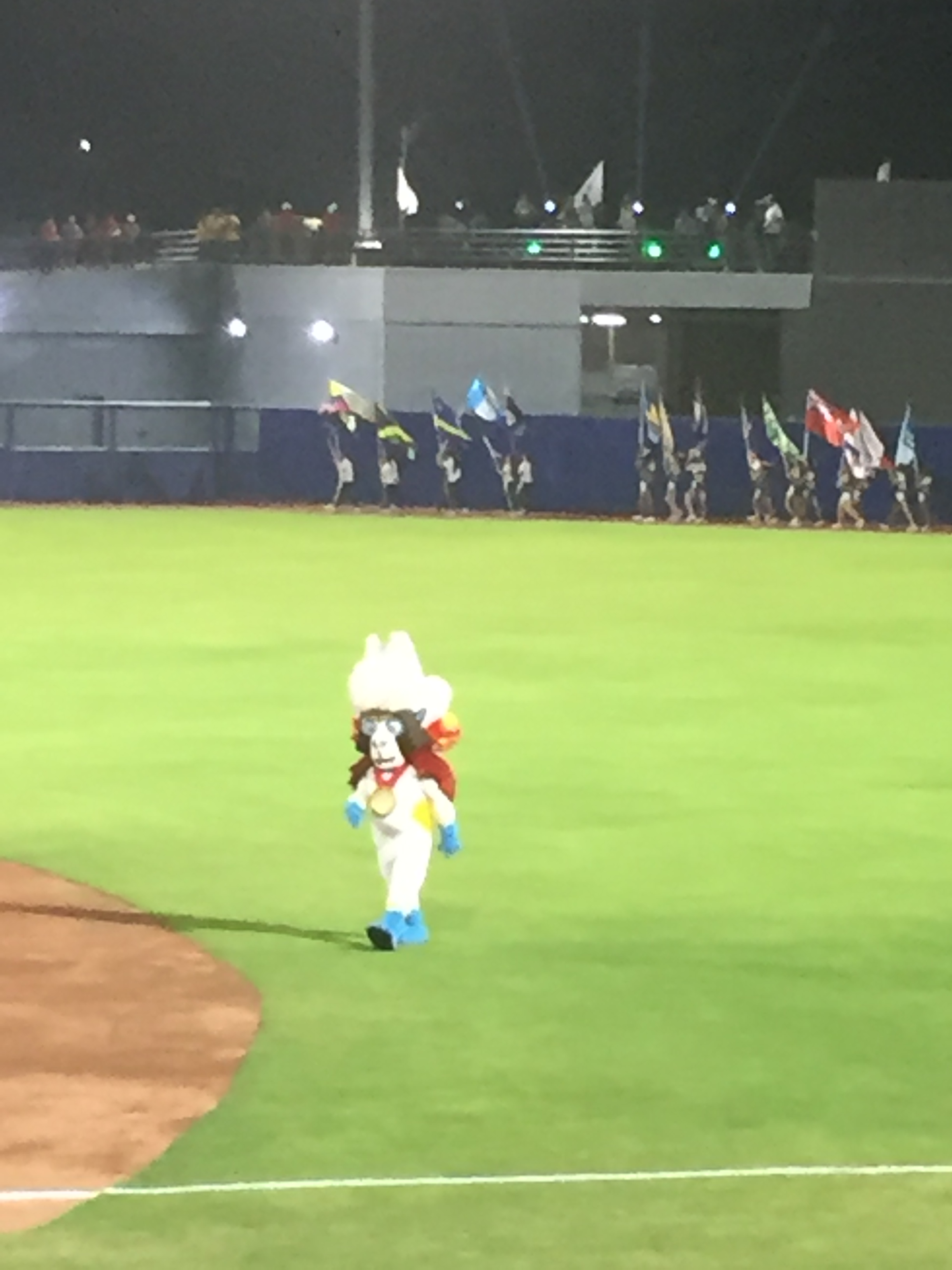
La mascotte Baqui durante l'inaugurazione allo stadio Édgar Rentería di Barranquilla

Hanno preso parte ai Giochi le seguenti nazioni; tra parentesi è indicato il numero di atleti coinvolti per ciascuna di esse.
| Nazioni partecipanti | Nazioni partecipanti | Nazioni partecipanti | Nazioni partecipanti |
| --- | --- | --- | -------------------- |
| - Antigua e Barbuda (10) - Aruba (20) - Bahamas (72) - Barbados (113) - Belize (6) - Bermuda (14) - Colombia (555) - Costa Rica (219) - Cuba (515) - Curaçao (38) - Dominica (6) - El Salvador (172) | - Giamaica (101) - Grenada (3) - Guadalupa (26) - Guatemala (396) - Guyana (78) - Guyana francese (2) - Haiti (72) - Honduras (134) - Isole Cayman (18) - Isole Vergini Americane (47) - Isole Vergini Britanniche - Martinica (8) - Messico (653) | - Nicaragua (142) - Panama (107) - Porto Rico (354) - Rep. Dominicana (459) - Saint Kitts e Nevis (2) - Saint Lucia (6) - Saint Vincent e Grenadine (10) - Sint Maarten (6) - Suriname (8) - Trinidad e Tobago (217) - Turks e Caicos (8) - Venezuela (443) |                      |

## Sport
- Atletica leggera (dettagli)
- Badminton (dettagli)
- Baseball (dettagli)
- Beach volley (dettagli)
- Bowling (dettagli)
- Calcio (dettagli)
- Canoa/kayak (dettagli)
- Canottaggio (dettagli)
- Ciclismo:
  -  BMX (dettagli)
  -  Ciclismo su pista (dettagli)
  -  Ciclismo su strada (dettagli)
  -  Mountain bike (dettagli)
- Equitazione (dettagli)
- Ginnastica: 
  -  Ginnastica artistica (dettagli)
  -  Ginnastica ritmica (dettagli)
  -  Trampolino elastico (dettagli)
- Golf (dettagli)
- Hockey su prato (dettagli)
- Judo (dettagli)
- Karate (dettagli)
- Lotta (dettagli)
- Palla basca (dettagli)
- Pallacanestro 
  -  Pallacanestro (dettagli)
  -  Pallacanestro 3x3 (dettagli)
- Pallamano (dettagli)
- Pallavolo (dettagli)
- Pattinaggio a rotelle: 
  -  Pattinaggio artistico a rotelle (dettagli)
  -  Pattinaggio di velocità in linea (dettagli)
- Pentathlon moderno (dettagli)
- Pugilato (dettagli)
- Racquetball (dettagli)
- Rugby a 7 (dettagli)
- Scherma (dettagli)
- Softball (dettagli)
- Sollevamento pesi (dettagli)
- Sport acquatici: 
  -  Nuoto (dettagli)
  -  Nuoto in acque libere (dettagli)
  -  Nuoto sincronizzato (dettagli)
  -  Pallanuoto (dettagli)
  -  Tuffi (dettagli)
- Squash (dettagli)
- Taekwondo (dettagli)
- Tennis (dettagli)
- Tennistavolo (dettagli)
- Tiro a segno (dettagli)
- Tiro con l'arco (dettagli)
- Triathlon (dettagli)
- Vela (dettagli)

## Medagliere
Paese ospitante
| Posiz. | Nazione                   | Oro | Argento | Bronzo | Totale |
| ------ | ------------------------- | --- | ------- | ------ | ------ |
| 1      | Messico                   | 132 | 118     | 91     | 341    |
| 2      | Cuba                      | 102 | 72      | 68     | 242    |
| 3      | Colombia                  | 79  | 94      | 97     | 270    |
| 4      | Venezuela                 | 34  | 48      | 73     | 155    |
| 5      | Rep. Dominicana           | 25  | 29      | 53     | 107    |
| 6      | Guatemala                 | 21  | 22      | 41     | 84     |
| 7      | Porto Rico                | 20  | 29      | 38     | 87     |
| 8      | Giamaica                  | 12  | 4       | 11     | 27     |
| 9      | Trinidad e Tobago         | 9   | 8       | 13     | 30     |
| 10     | Bahamas                   | 4   | 2       | 1      | 7      |
| 11     | Panama                    | 3   | 5       | 5      | 13     |
| 12     | El Salvador               | 2   | 5       | 11     | 18     |
| 13     | Aruba                     | 2   | 1       | 6      | 9      |
| 14     | Barbados                  | 2   | 0       | 4      | 6      |
| 15     | Costa Rica                | 1   | 6       | 19     | 26     |
| 16     | Isole Vergini Britanniche | 1   | 1       | 1      | 3      |
| 17     | Suriname                  | 1   | 0       | 1      | 2      |
| 18     | Saint Lucia               | 1   | 0       | 0      | 1      |
| 19     | Bermuda                   | 0   | 2       | 1      | 3      |
| 20     | Honduras                  | 0   | 1       | 5      | 6      |
| 21     | Saint Kitts e Nevis       | 0   | 1       | 1      | 2      |
| 22     | Grenada                   | 0   | 1       | 0      | 1      |
| 22     | Haiti                     | 0   | 1       | 0      | 1      |
| 24     | Nicaragua                 | 0   | 0       | 9      | 9      |
| 25     | Isole Cayman              | 0   | 0       | 3      | 3      |
| 26     | Antigua e Barbuda         | 0   | 0       | 1      | 1      |
| 26     | Guadalupa                 | 0   | 0       | 1      | 1      |
| 26     | Guyana                    | 0   | 0       | 1      | 1      |
| 26     | Isole Vergini Americane   | 0   | 0       | 1      | 1      |
| 26     | Martinica                 | 0   | 0       | 1      | 1      |
| Totale | Totale                    | 451 | 450     | 557    | 1458   |